# 独立自由勋章
独立自由勋章，是中华人民共和国政府授予军人的一种勋章，是建国初期中国军事荣誉制度中的第二级。由全国人民代表大会常务委员会决定，中华人民共和国主席授予，自1955年起启用，现已停授。授予的对象是中国人民解放军的军人和文职人员。
独立自由勋章分为三个等级，即一级独立自由勋章、二级独立自由勋章和三级独立自由勋章，另设有独立自由奖章。以奖励抗日战争时期参战有功而无重大过失的中国共产党军队人员。

## 历史
1955年第一屆全國人大常委會第七次會議通過決議，將八一勳章、獨立自由勳章、解放勳章，分別授予中國人民解放軍在中國工農紅軍時期、抗日戰爭時期和解放戰爭時期參加革命戰爭的有功人員。朱德等117人第一批被授予一級獨立自由勳章。

## 图案
独立自由勋章外轮廓为八角星，中间是红星照耀下的延安宝塔山，象征着抗日战争时期中共中央所在地延安领导的抗日武装力量的万丈光芒。该勋章质地为金黄色或金银色相间的金属证章。略章样式为绿色底色上表示级别的一至三道黄色竖杠。
|                  |                      |                  |                      |                  |                      |
| 一級独立自由勳章 | 一級独立自由勳章略章 | 二級独立自由勳章 | 二級独立自由勳章略章 | 三級独立自由勳章 | 三級独立自由勳章略章 |

|              |                  |
| 独立自由奖章 | 独立自由奖章略章 |

## 授予

### 资格
授予抗日战争时期（1937年7月7日～1945年9月2日）参加战争有功而无重大过失的人员。 
- 一级独立自由勋章授予在中国工农红军改编为八路军时的旅级以及相当于旅级和旅级以上的干部；改编为新四军时的支队以及相当于支队和支队以上级别的干部；中国共产党所领导的抗日游击队中的相当于新四军师级及其以上干部和相当于军的纵队级及其以上的干部。
- 二级独立自由勋章授予在抗日战争时期中国共产党所领导的八路军、新四军、抗日游击队的旅团级及与其职务相当的干部。
- 三级独立自由勋章授予当时的营级和连级及与其职务相当的干部。
- 独立自由奖章授予参加八路军、新四军或脱产参加中国共产党领导的抗日游击队2年以上，或参军虽不满2年但因作战负伤致残的排级以下人员。

## 名单

### 一级独立自由勋章
一共313人获得一级独立自由勋章。
- 元帅（10人）：朱德、彭德怀、林彪、刘伯承、贺龙、陈毅、罗荣桓、徐向前、聂荣臻、叶剑英。
- 大将（10人）：粟裕、徐海东、黄克诚、陈赓、谭政、萧劲光、罗瑞卿、张云逸、王树声、许光达。
- 上将（51人）：张宗逊、宋任穷、赵尔陆、萧克、王震、周纯全、许世友、刘亚楼、邓华、陈再道、杨得志、彭绍辉、王宏坤、李克农、陈伯钧、李达、杨成武、李涛、萧华、甘泗淇、赖传珠、陈奇涵、宋时轮、苏振华、陈锡联、陈士榘、王新亭、谢富治、叶飞、黄永胜、朱良才、杨勇、张爱萍、傅秋涛、韩先楚、唐亮、洪学智、李志民、周桓、刘震、王平、钟期光、郭天民、韦国清、贺炳炎、吕正操、傅钟、周士第、阎红彦、王建安、李聚奎。
- 中将（145人）：丁秋生、万毅、王诤、王必成、王近山、王尚荣、王秉璋、王宗槐、王恩茂、王紫峰、王辉球、韦杰、文年生、方强、方正平、邓逸凡、孔石泉、孔庆德、甘渭汉、田维扬、邝任农、皮定均、成钧、毕占云、朱明、朱辉照、向仲华、刘飞、刘忠、刘先胜、刘兴元、刘志坚、刘转连、刘昌毅、刘培善、刘道生、庄田、汤平、孙毅、孙继先、杜平、杜义德、杨国夫、杨梅生、苏静、李天焕、李成芳、李寿轩、李作鹏、李雪三、旷伏兆、吴先恩、吴克华、吴法宪、吴信泉、吴富善、吴瑞林、何德全、邱创成、邱会作、余立金、余秋里、张震、张藩、张天云、张仁初、张令彬、张达志、张贤约、张国华、张经武、张南生、张翼翔、陈仁麒、陈正湘、陈先瑞、陈庆先、林维先、范朝利、欧阳文、欧阳毅、罗元发、罗舜初、周彪、周玉成、周志坚、周赤萍、周希汉、周贯五、冼恒汉、郑维山、胡奇才、赵镕、赵启民、钟汉华、饶子健、饶正锡、姚喆、秦基伟、袁子钦、袁升平、莫文骅、聂鹤亭、晏福生、钱钧、倪志亮、徐立清、徐深吉、徐斌洲、郭鹏、郭化若、唐天际、唐延杰、陶勇、萧向荣、萧望东、萧新槐、黄火星、黄志勇、黄新廷、曹里怀、崔田民、康志强、阎揆要、梁从学、梁必业、梁兴初、韩伟、韩振纪、彭明治、彭嘉庆、程世才、温玉成、曾国华、曾绍山、曾思玉、赖毅、詹才芳、蔡顺礼、廖汉生、廖容标、谭甫仁、谭希林、谭冠三、滕海清
- 少将（89人）：韩东山、孙超群、李信、金如柏、贺庆积、袁克服、谭友林、刘子奇、吴世安、汪乃贵、叶长庚、苏进、张平凯、贺晋年、常玉清、刘少卿、刘其人、王集成、王蕴瑞、林浩、袁也烈、曾生、龙书金、王力生、王效明、王耀南、邓克明、龙福才、吴西、邹国厚、陈坊仁、欧阳家祥、罗华生、赵杰、赵承金、钱信忠、肖远久、黄霖、康健民、彭寿生、彭显伦、谢福林、潘寿才、魏洪亮、孟庆山、王光华、王奇才、王智涛、石志本、李人林、李中权、谷广善、沙克、易耀彩、查国祯、孙仪之、徐德操、张雄、黄振棠、黄新友、曾克林、杨尚儒、叶青山、熊伯涛、潘峰、于权伸、王贵德、石新安、刘永生、刘贤权、吴林焕、何以祥、何克希、周志刚、姜齐贤、帅荣、段苏权、唐子安、郭成柱、汤光恢、杨焕民、杨树根、詹化雨、潘振武、鲁瑞林、卢绍武、谢立全、钟国楚、萧文玖。
- 大校（4人）：王作尧、罗厚福、尹先炳、张维翰。
- 无军衔（4人）：冯白驹、冯仲云、周文龙、周保中（转业到地方的军人）[2]